# 马拉尼亚
马拉尼亚，是西班牙卡斯蒂利亚-莱昂莱昂省的一个市镇。 总面积34平方公里，2001年普查人口總數為165人，人口密度為每平方公里5人。